# USS Florida (SSGN-728)
USS Florida (SSGN-728) – amerykański okręt podwodny napędzany przez siłownię jądrową, pierwotnie przenoszący 24 pociski balistyczne SLBM typu Trident II D-5. Obecnie jeden z czterech okrętów typu Trident / Ohio przekształconych z okrętu przenoszącego pociski balistyczne, na okręt-nosiciel pocisków manewrujących woda-ziemia i woda-woda, pozostających w służbie US Navy.
19 marca 2011 roku, w trakcie operacji „Odyssey Dawn”, z pokładu USS „Florida” odpalono pociski Tomahawk TLAM przeciwko obiektom armii libijskiej, co było pierwszym przypadkiem bojowego użycia pocisków Tomahawk przez okręty typu Ohio SSGN.